# トマス・ターナー (日記作家)

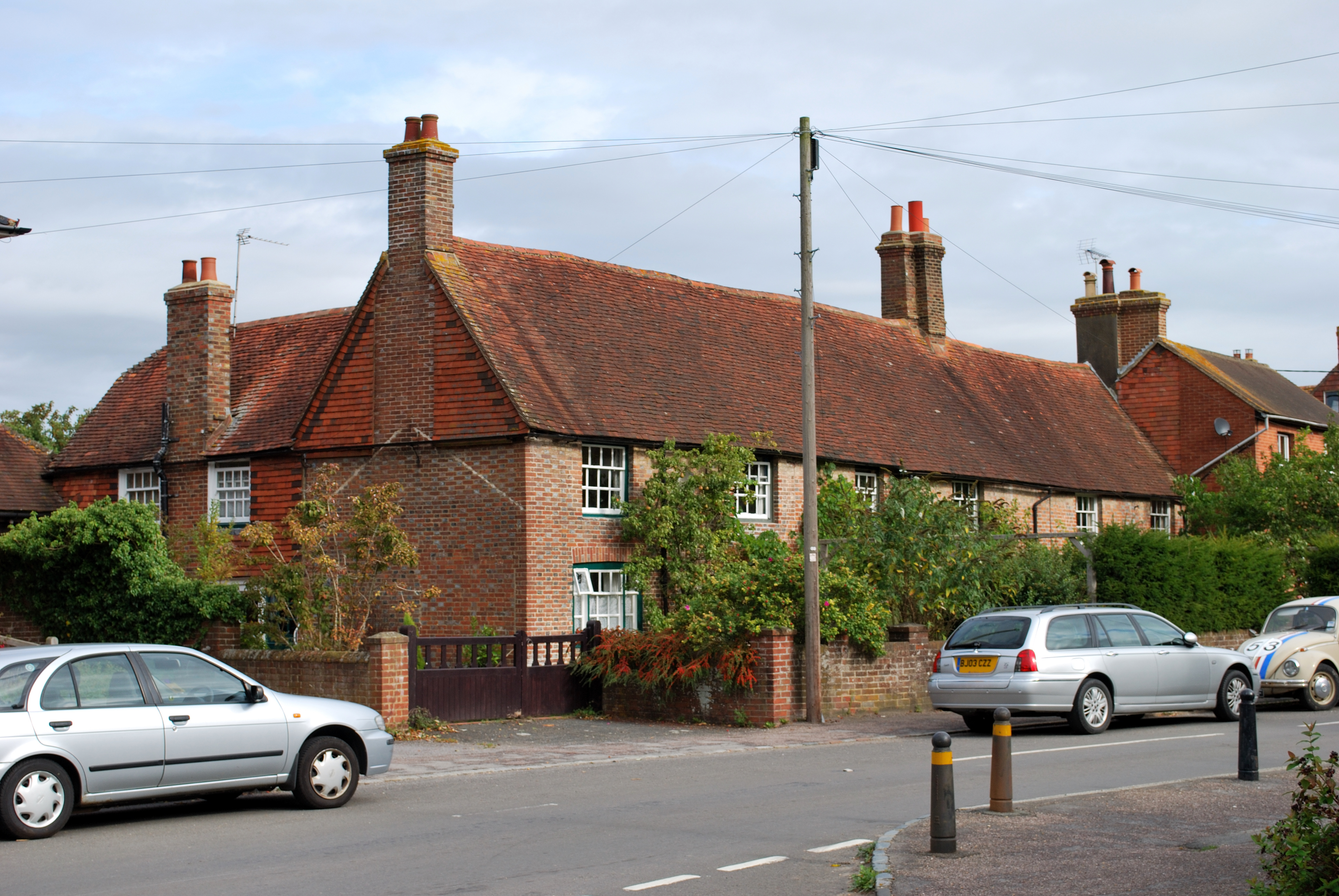
イースト・ホースリーのターナーの家。

トマス・ターナー（Thomas Turner、1729年6月9日（ユリウス暦）- 1793年2月6日）は、イングランド南部サセックス（後のイースト・サセックス州）イースト・ホースリーの商店主。今日では、その書き残した日記によって広く知られている。

## 生い立ち
ターナーは、 ケント州スペルドハースト小教区グルームブリッジに生まれた。1735年、ターナーの父はサセックスのフラムフィールドに店を構えた。ターナーがどのような学校教育を受けたかはほとんどわかっていないが、彼の手記が明晰に書かれていること、実用的な計算能力をもっていたこと、また幅広い知的な関心などから、ある程度の水準の教育を受けていたものと思われる。1750年、21歳のときに、ターナーは自分の店をイースト・ホースリーに構えた。
ターナーは最初の妻マーガレット・スレイター（通称「ペギー」： Margaret ('Peggy') Slater、1733年 - 1761年）と、1753年10月15日に結婚した。ふたりの間には、ひとり息子ピーター (Peter) が1754年8月19日に生まれた。1755年1月16日、ターナーは次のように記した。「今朝、午前1時ころ、幼いわが息子ピーターを、21週と3日で失うという不運に見舞われた。」

## 日記：1754年 – 1765年
ターナーは、生涯の中で11年間にわたって日記を付けており、現存する最も古い日付は1754年2月21日のものである。この日記を記した目的はいくつもあり、商売の帳簿として、あるいは、法的なやりとり、不動産取引の記録として、また、宗教的考察や、ターナーの日々の生活の記録としても機能していた。結婚生活がターナーの期待に反するものとなっていたことは、しばしば落ち込んだ雰囲気の記述が見られる原因となっていた。
ターナーは、イースト・ホースリーのコミュニティにおいて、重要な人物であった。商店を営んでいたことに加え、 葬儀屋、学校長、貧民の調査・保護役などを兼ねていたのである。ターナーは、他人が遺言を書くのを手助けし、会計を管理し、徴税役も務めていた。教区委員会 (vestry) にも定期的に参加しており、時々はニューカッスル公爵家のハランドの屋敷 (Halland House) も訪れていた。
ターナーは社交やクリケット競技とともに、読書にも熱心だった。宗教的な文献のみならず、ウィリアム・シェイクスピア、ジョン・ロック、ジョゼフ・アディソン、サミュエル・リチャードソンなどの著作を読んでいた。医学文献、新聞、定期刊行物、滑稽小話集などのほか、ターナーの関心は装蹄術、政治、旅行などにも及んでいた。ひとりで読書することもあったが、妻や友人たちと、大きな声で音読することもしばしばあった。

### 日記の手書き原本と出版
ターナーの日記は、完全な形で出版されたことはない。デイヴィッド・ヴェイジーが編集した版には、全体のおよそ3分の1が収められている。 ヴェイジー版には家系図、日記に登場する人物たちの簡単な伝記、ターナーが読んだとして言及している書物の一覧なども収められている。定期刊行物であった『Sussex Archaeological Collections』は、1859年に、日記からの抜粋を掲載した。日記のテキストは、現在はパブリックドメインにあり、オンラインで読むことができる。現存する111冊の手書き原本は、イェール大学のスターリング記念図書館に所蔵されている。
ヴェイジー版には、ターナーによって作成された帳簿や、非嫡出子の父親を証明する書類 (bastardy bonds) など、イースト・サセックス文書館 (East Sussex Record Office)（後のThe Keep, Brighton）から得られた数点の文書も収録されている。

## 後年

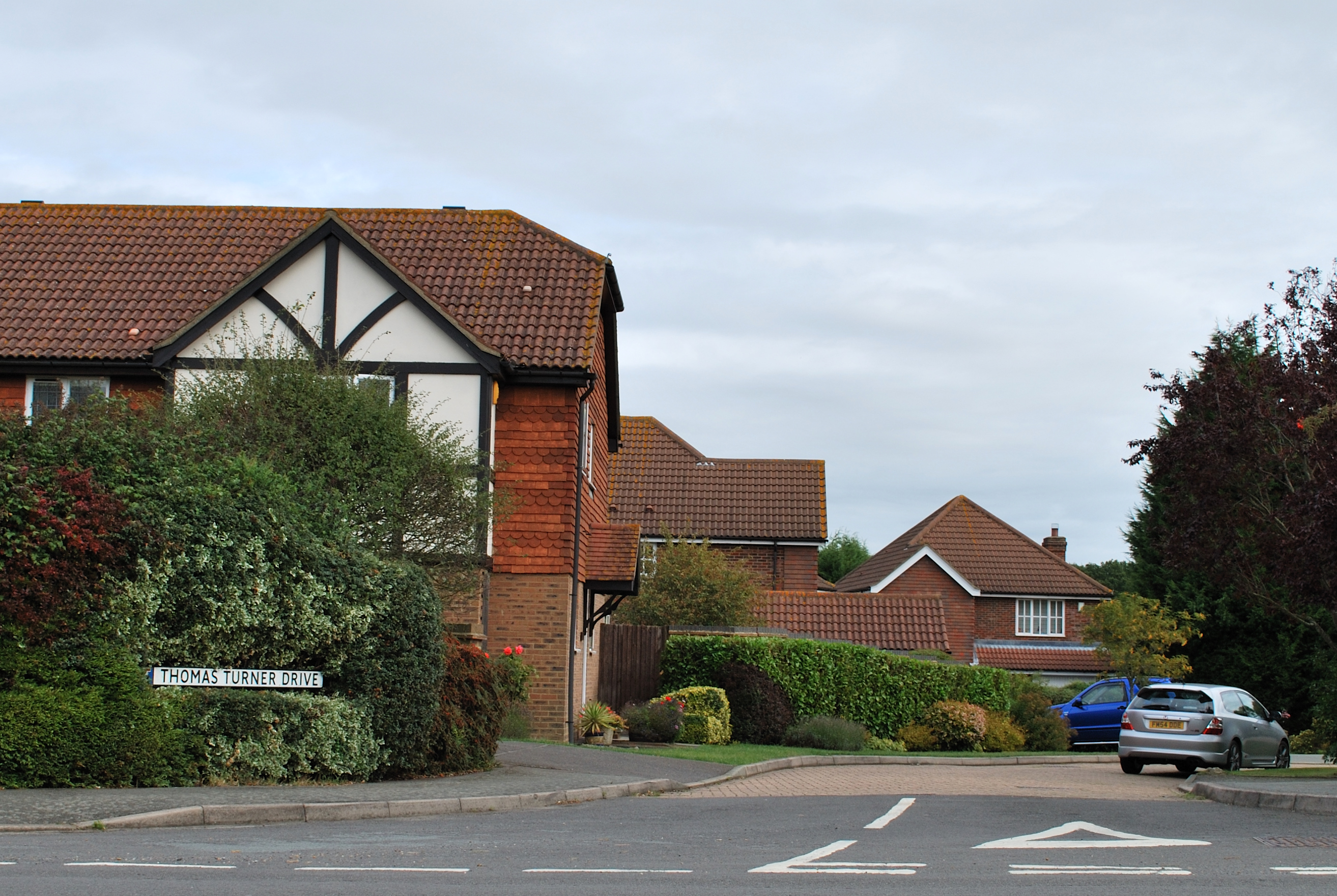
イースト・ホースリーのトマス・ターナー・ドライブ。

ターナーは、1765年6月19日にメアリ・ヒックス（Mary Hicks、1735年 – 1807年）と再婚したが、その数週間後に日記を付けるのを止めてしまう。最後の日付となった7月31日の日記にターナーは、「私は、再び、少し落ち着きはじめ、自分の選択に満足している (I begin once more to be a little settled and am happy in my choice)」と記した。
再婚後の歳月、ターナーは心地よい生活を送ることができた。彼は店を買い、新たに土地や、イースト・ホースリーで一番のパブを買った。夫妻の間には、娘ひとりと息子6人の合わせて7人の子どもたちが生まれた。そのうち20歳を過ぎるまで生き延びたのは3人だけであった。
ターナーは1793年2月6日に死去し、2月11日にイースト・ホースリーの教会敷地内に埋葬された。墓標は、教会の向かって右側、Clements Room の近く、息子であるフィリップ・ターナー (Philip Turner) とその家族の箱形の墓 (table tomb) の前にある。そこには、やはりターナーの息子たちであるピーター (Peter) とフレデリック (Frederick)、妻メアリ・ターナーの墓もある。ターナーの家には、記念のプラークが取り付けられている。

## 関連文献
- Blencowe, R.W.; Lower, M.A. (1859). “Extracts from the diary of a Sussex tradesman, a hundred years ago”. Sussex Archaeological Collections 11:  179–220. OCLC 1608099.
- Davey, Roger (2000). “The origins of Thomas Turner”. Sussex Archaeological Collections 138:  191–219.
- Davey, Roger (2004). “The birth date of Thomas Turner”. Sussex Archaeological Collections 142:  150.
- Dickens, Charles (1861). “Thomas Turner's Back Parlour”. All the Year Round 5:  45–48.
- Tadmor, N. (1996). “The concept of the household-family in eighteenth-century England”. Past & Present 151 (1):  111–140. doi:10.1093/past/151.1.111.
- Tadmor, Naomi (1996). “Chapter 9: 'In the even my wife read to me': women, reading and household life in the eighteenth century”. In Raven, James; Small, Helen; Tadmor, Naomi. The Practice and representation of reading in England. Cambridge: Cambridge University Press. pp. 162–174. ISBN 978-0-521-48093-2
- Tadmor, Naomi (2001). Family and friends in eighteenth-century England: household, kinship, and patronage. Cambridge, U.K.: Cambridge University Press. ISBN 0-521-77147-1
- Worcester, Dean K. (1948). The life and times of Thomas Turner of East Hoathly. Yale University Press